# FA Cup 2007-2008
La FA Cup 2007-2008 è stata la centoventisettesima edizione della competizione calcistica più antica del mondo. È iniziata il 18 agosto 2007 ed è terminata il 17 maggio 2008 con la vittoria del Portsmouth sul Cardiff nella finale unica dello Wembley di Londra.

## Calendario
| Round                           | Data              | Partite | Squadre   | Premio   |
| ------------------------------- | ----------------- | ------- | --------- | -------- |
| Extra round di qualificazione   | 18 agosto 2007    | 171     | 729 → 558 | £500     |
| Round preliminare               | 1º settembre 2007 | 166     | 558 → 392 | £1 000   |
| Primo round di qualificazione   | 15 settembre 2007 | 116     | 392 → 276 | £2 250   |
| Secondo round di qualificazione | 29 settembre 2007 | 80      | 276 → 196 | £3 750   |
| Terzo round di qualificazione   | 13 ottobre 2007   | 40      | 196 → 156 | £5 000   |
| Quarto round di qualificazione  | 27 ottobre 2007   | 32      | 156 → 124 | £10 000  |
| Primo turno                     | 10 novembre 2007  | 40      | 124 → 84  | £16 000  |
| Secondo turno                   | 1º dicembre 2007  | 20      | 84 → 64   | £24 000  |
| Terzo turno                     | 5 gennaio 2008    | 32      | 64 → 32   | £40 000  |
| Sedicesimi di finale            | 26 gennaio 2008   | 16      | 32 → 16   | £60 000  |
| Ottavi di finale                | 16 febbraio 2008  | 8       | 16 → 8    | £120,00  |
| Quarti di finale                | 8 marzo 2008      | 4       | 8 → 4     | £300 000 |
| Semifinali                      | 5 aprile 2008     | 2       | 4 → 2     | £900 000 |
| Finale                          | 17 maggio 2008    | 1       | 2 → 1     | £1 000   |

## Primo turno
In questo primo turno si affrontano le squadre della Football League, in particolare della League One e della League Two, contro le squadre delle serie non professionistiche.
| Match numero | Squadra di casa            | Risultato     | Squadra fuori casa     | Spettatori |
| ------------ | -------------------------- | ------------- | ---------------------- | ---------- |
| 1            | Darlington                 | 1–1           | Northampton Town       | 2.964      |
| replay       | Northampton Town           | 2–1           | Darlington             | 2.895      |
| 2            | Hampton & Richmond Borough | 0–3           | Dagenham & Redbridge   | 2.252      |
| 3            | Torquay United             | 4–1           | Yeovil Town            | 3.718      |
| 4            | Leyton Orient              | 1–1           | Bristol Rovers         | 3.157      |
| replay       | Bristol Rovers             | 3–3 (6-5 dtr) | Leyton Orient          | 3.742      |
| 5            | Bury                       | 4–1           | Workington             | 2.641      |
| 6            | Barnet                     | 2–1           | Gillingham             | 2.843      |
| 7            | Accrington Stanley         | 2–3           | Huddersfield Town      | 2.202      |
| 8            | Barrow                     | 1–1           | AFC Bournemouth        | 2.203      |
| replay       | AFC Bournemouth            | 3–2           | Barrow                 | 2.969      |
| 9            | Forest Green Rovers        | 2–2           | Rotherham United       | 2.102      |
| replay       | Rotherham United           | 0–3           | Forest Green Rovers    | 2.754      |
| 10           | Southend United            | 2–1           | Rochdale               | 5.180      |
| 11           | Team Bath                  | 0–2           | Chasetown              | 2.067      |
| 12           | Bradford City              | 1–0           | Chester City           | 4.069      |
| 13           | Morecambe                  | 0–2           | Port Vale              | 2.730      |
| 14           | Hereford United            | 0–0           | Leeds Utd              | 5.924      |
| replay       | Leeds Utd                  | 0–1           | Hereford United        | 11.315     |
| 15           | Mansfield Town             | 3–0           | Lewes                  | 2.607      |
| 16           | Gainsborough Trinity       | 0–6           | Hartlepool United      | 2.402      |
| 17           | Exeter City                | 4–0           | Stevenage Borough      | 3.513      |
| 18           | Oldham Athletic            | 2–2           | Doncaster Rovers       | 4.280      |
| replay       | Doncaster Rovers           | 1–2           | Oldham Athletic        | 4.340      |
| 19           | Peterborough United        | 4–1           | Wrexham                | 4.266      |
| 20           | Halifax Town               | 0–4           | Burton Albion          | 1.936      |
| 21           | York City                  | 0–1           | Havant & Waterlooville | 2.001      |
| 22           | Harrogate Railway          | 2–0           | Droylsden              | 884        |
| 23           | Rushden & Diamonds         | 3–1           | Macclesfield Town      | 1.759      |
| 24           | Ware                       | 0–2           | Kidderminster Harriers | 982        |
| 25           | Walsall                    | 2–0           | Shrewsbury Town        | 4.972      |
| 26           | Horsham                    | 4–1           | Maidenhead United      | 3.379      |
| 27           | Altrincham                 | 1–2           | Millwall               | 2.457      |
| 28           | Cheltenham Town            | 1–1           | Brighton & Hove Albion | 2.984      |
| replay       | Brighton & Hove Albion     | 2–1           | Cheltenham Town        | 3.711      |
| 29           | Stockport County           | 1–1           | Staines Town           | 3.460      |
| replay       | Staines Town               | 1–1 (4-3 dtr) | Stockport County       | 2.860      |
| 30           | Crewe Alexandra            | 2–1           | Milton Keynes Dons     | 3.049      |
| 31           | Lincoln City               | 1–1           | Nottingham Forest      | 7.361      |
| replay       | Nottingham Forest          | 3–1           | Lincoln City           | 6.783      |
| 32           | Cambridge United           | 2–1           | Aldershot Town         | 2.641      |
| 33           | Notts County               | 3–0           | Histon                 | 4.344      |
| 34           | Oxford United              | 3–1           | Northwich Victoria     | 2.972      |
| 35           | Billericay Town            | 1–2           | Swansea City           | 2.334      |
| 36           | Carlisle United            | 1–1           | Grimsby Town           | 5.128      |
| replay       | Grimsby Town               | 1–0           | Carlisle United        | 2.008      |
| 37           | Eastbourne Borough         | 0–4           | Weymouth               | 2.711      |
| 38           | Chesterfield               | 1–2           | Tranmere Rovers        | 4.296      |
| 39           | Wycombe Wanderers          | 1–2           | Swindon Town           | 3.332      |
| 40           | Luton Town                 | 1–1           | Brentford              | 4.167      |
| replay       | Brentford                  | 0–2           | Luton Town             | 2.643      |

## Secondo turno
| Partita numero | Squadra in casa            | Risultato | Squadra fuori casa     | Spettatori |
| -------------- | -------------------------- | --------- | ---------------------- | ---------- |
| 1              | Oxford United              | 0–0       | Southend United        | 5.163      |
| replay         | Southend United            | 3–0       | Oxford United          | 2.740      |
| 2              | Swindon Town               | 3–2       | Forest Green Rovers    | 7.588      |
| 3              | Oldham Athletic            | 1–0       | Crewe Alexandra        | 3.900      |
| 4              | Northampton Town           | 1–1       | Walsall                | 3.887      |
| replay         | Walsall                    | 1–0       | Northampton Town       | 3.066      |
| 5              | Cambridge United           | 1–0       | Weymouth               | 4.552      |
| 6              | Millwall                   | 2–1       | A.F.C. Bournemouth     | 4.495      |
| 7              | Staines Town               | 0–5       | Peterborough United    | 2.460      |
| 8              | Bradford City              | 0–3       | Tranmere Rovers        | 6.379      |
| 9              | Torquay United             | 0–2       | Brighton & Hove Albion | 4.010      |
| 10             | Notts County               | 0–1       | Havant & Waterlooville | 3.810      |
| 11             | Dagenham & Redbridge       | 3–1       | Kidderminster Harriers | 1.493      |
| 12             | Port Vale                  | 1–1       | Chasetown              | 5.875      |
| replay         | Chasetown                  | 1–0       | Port Vale              | 1.986      |
| 13             | Bristol Rovers             | 5–1       | Rushden & Diamonds     | 4.816      |
| 14             | Huddersfield Town          | 3–0       | Grimsby Town           | 6.729      |
| 15             | Burton Albion              | 1–1       | Barnet                 | 2.769      |
| replay         | Barnet                     | 1–0       | Burton Albion          | 1.379      |
| 16             | Bury                       | 1–0       | Exeter City            | 2.725      |
| 17             | Luton Town                 | 1–0       | Nottingham Forest      | 5.758      |
| 18             | Horsham                    | 1–1       | Swansea City           | 2.731      |
| replay         | Swansea City               | 6–2       | Horsham                | 5.911      |
| 19             | Hereford United            | 2–0       | Hartlepool United      | 3.801      |
| 20             | Harrogate Railway Athletic | 2–3       | Mansfield Town         | 1.486      |

## Terzo turno
In questo turno entrano le prime classificate nella Football League Championship e nella Premier League.
Per la prima volta nella loro storia hanno partecipato a al terzo turno l'Havant & Waterlooville e il Chasetown. Quest'ultima è la squadra della serie più bassa che abbia mai raggiunto questa fase della FA Cup.
| Partita numero | Squadra in casa         | Risultato     | Squadra fuori casa     | Spettatori |
| -------------- | ----------------------- | ------------- | ---------------------- | ---------- |
| 1              | Preston North End       | 1–0           | Scunthorpe United      | 4.616      |
| 2              | Chasetown               | 1–3           | Cardiff City           | 2.420      |
| 3              | Colchester United       | 1–3           | Peterborough United    | 4.003      |
| 4              | Bolton Wanderers        | 0–1           | Sheffield United       | 15.286     |
| 5              | Blackburn Rovers        | 1–4           | Coventry City          | 14.421     |
| 6              | Brighton & Hove Albion  | 1–2           | Mansfield Town         | 5.857      |
| 7              | Walsall                 | 0–0           | Millwall               | 4.358      |
| replay         | Millwall                | 2–1           | Walsall                | 4.645      |
| 8              | Charlton Athletic       | 1–1           | West Bromwich Albion   | 12.682     |
| replay         | West Bromwich Albion    | 2–2 (4-3 dtr) | Charlton Athletic      | 12.691     |
| 9              | Watford                 | 2–0           | Crystal Palace         | 10.480     |
| 10             | Luton Town              | 1–1           | Liverpool              | 10.226     |
| replay         | Liverpool               | 5–0           | Luton Town             | 41.446     |
| 11             | Plymouth Argyle         | 3–2           | Hull City              | 12.419     |
| 12             | Aston Villa             | 0–2           | Manchester Utd         | 33.630     |
| 13             | Tranmere Rovers         | 2–2           | Hereford United        | 6.909      |
| replay         | Hereford United         | 1–0           | Tranmere Rovers        | 6.471      |
| 14             | Tottenham               | 2–2           | Reading                | 35.243     |
| replay         | Reading                 | 0–1           | Tottenham              | 22.130     |
| 15             | Burnley                 | 0–2           | Arsenal                | 16.709     |
| 16             | Bristol City            | 1–2           | Middlesbrough          | 15.895     |
| 17             | Fulham                  | 2–2           | Bristol Rovers         | 13.634     |
| replay         | Bristol Rovers          | 0–0 (5-3 dtr) | Fulham                 | 11.882     |
| 18             | Huddersfield Town       | 2–1           | Birmingham City        | 13.410     |
| 19             | Swansea City            | 1–1           | Havant & Waterlooville | 8.761      |
| replay         | Havant & Waterlooville  | 4–2           | Swansea City           | 4.400      |
| 20             | Sunderland              | 0–3           | Wigan Athletic         | 20.821     |
| 21             | Southend United         | 5–2           | Dagenham & Redbridge   | 6.393      |
| 22             | Everton                 | 0–1           | Oldham Athletic        | 33.086     |
| 23             | Derby County            | 2–2           | Sheffield Wednesday    | 20.612     |
| replay         | Sheffield Wednesday     | 1–1 (2-4 dtr) | Derby County           | 18.020     |
| 24             | Southampton             | 2–0           | Leicester City         | 20.094     |
| 25             | West Ham United         | 0–0           | Manchester City        | 33.806     |
| replay         | Manchester City         | 1–0           | West Ham United        | 27.809     |
| 26             | Ipswich Town            | 0–1           | Portsmouth             | 23.446     |
| 27             | Wolverhampton Wanderers | 2–1           | Cambridge United       | 15.340     |
| 28             | Barnsley                | 2–1           | Blackpool              | 8.276      |
| 29             | Chelsea                 | 1–0           | Queens Park Rangers    | 41.289     |
| 30             | Stoke City              | 0–0           | Newcastle Utd          | 22.861     |
| replay         | Newcastle Utd           | 4–1           | Stoke City             | 35.108     |
| 31             | Swindon Town            | 1–1           | Barnet                 | 5.944      |
| replay         | Barnet                  | 1–1 (2-0 dtr) | Swindon Town           | 2.810      |
| 32             | Norwich City            | 1–1           | Bury                   | 19.815     |
| replay         | Bury                    | 2–1           | Norwich City           | 4.146      |

## Quarto turno
Per la prima volta dal 1957 non sono previsti replay: tutte le gare si decideranno in 90 minuti.
Prima apparizione per l'Havant & Waterlooville's nel quarto turno; sarà eliminato ad Anfield dal Liverpool.
| Match numero | Squadra in casa     | Risultato | Squadra fuori casa      | Spettatori |
| ------------ | ------------------- | --------- | ----------------------- | ---------- |
| 1            | Arsenal             | 3–0       | Newcastle Utd           | 60.046     |
| 2            | Coventry City       | 2–1       | Millwall                | 17.268     |
| 3            | Oldham Athletic     | 0–1       | Huddersfield Town       | 12.749     |
| 4            | Barnet              | 0–1       | Bristol Rovers          | 5.190      |
| 5            | Liverpool           | 5–2       | Havant & Waterlooville  | 42.566     |
| 6            | Southend United     | 0–1       | Barnsley                | 7.212      |
| 7            | Wigan Athletic      | 1–2       | Chelsea                 | 14.166     |
| 8            | Derby County        | 1–4       | Preston North End       | 17.344     |
| 9            | Manchester Utd      | 3–1       | Tottenham               | 75.369     |
| 10           | Portsmouth          | 2–1       | Plymouth Argyle         | 19.612     |
| 11           | Southampton         | 2–0       | Bury                    | 25.449     |
| 12           | Hereford United     | 1–2       | Cardiff City            | 6.885      |
| 13           | Peterborough United | 0–3       | West Bromwich Albion    | 12.701     |
| 14           | Mansfield Town      | 0–2       | Middlesbrough           | 6.258      |
| 15           | Sheffield United    | 2–1       | Manchester City         | 20.800     |
| 16           | Watford             | 1–4       | Wolverhampton Wanderers | 12.719     |

## Quinto turno
| Partita numero | Squadra in casa   | Risultato | Squadra fuori casa      | Spettatori |
| -------------- | ----------------- | --------- | ----------------------- | ---------- |
| 1              | Bristol Rovers    | 1–0       | Southampton             | 11.920     |
| 2              | Cardiff City      | 2–0       | Wolverhampton Wanderers | 15.339     |
| 3              | Sheffield United  | 0–0       | Middlesbrough           | 22.210     |
| replay         | Middlesbrough     | 1–0       | Sheffield United        | 28.108     |
| 4              | Liverpool         | 1–2       | Barnsley                | 42.449     |
| 5              | Manchester Utd    | 4–0       | Arsenal                 | 75.550     |
| 6              | Preston North End | 0–1       | Portsmouth              | 11.840     |
| 7              | Coventry City     | 0–5       | West Bromwich Albion    | 28.163     |
| 8              | Chelsea           | 3–1       | Huddersfield Town       | 41.324     |

## Quarti di finale
| Arbitro: | Martin Atkinson (West Yorkshire) |

|  |           |                    |
|  | Marcatori | 78’ (rig.) Muntari |

| Arbitro: | Steve Bennett (Kent) |

|             |           |  |
| Odejayi 67’ | Marcatori |  |

| Arbitro: | Mike Dean (Cheshire) |

|  |           |                            |
|  | Marcatori | 9’ Whittingham 23’ Johnson |

| Arbitro: | Mark Clattenburg (Durham) |

|           |           |                                              |
| Coles 31’ | Marcatori | 16’ Morrison 30’ 69’ 85’ Miller 73’ Phillips |

## Semifinali
Per la prima volta dal 1908 è stata ammessa alle semifinali una sola squadra della massima serie e per la prima volta dal 1987 hanno partecipato a questo turno squadre di categorie differenti
| Arbitro: | H.M. Webb |

|  |           |          |
|  | Marcatori | 54’ Kanu |

| Arbitro: | Alan Wiley |

|  |           |           |
|  | Marcatori | 9’ Ledley |

## Finale
| Arbitro: | Mike Dean (Cheshire) |

|                |            |            |
| Kanu 37’       | Marcatori  |            |
| Harry Redknapp | Allenatori | Dave Jones |